# Grand Prix Júnior de Patinação Artística no Gelo de Egna Neumarkt de 2017
Grand Prix Júnior de Patinação Artística no Gelo de Egna Neumarkt de 2017 foi o sétimo evento do Grand Prix Júnior de 2017–18 e a quinta vez que a Itália sediou o Grand Prix ISU Júnior. A competição foi disputada entre os dias 11 de outubro e 14 de outubro, na cidade de Egna/Bolzano, Itália. Os patinadores ganham pontos para se qualificar para a final do Grand Prix Júnior de 2017–18.

## Eventos
- Individual masculino
- Individual feminino
- Dança no gelo

## Medalhistas
| Evento                        | Ouro                                     | Prata                                         | Bronze                                        |
| Individual masculino detalhes | Matteo Rizzo · Itália                    | Vladimir Samoilov · Rússia                    | Tomoki Hiwatashi · Estados Unidos             |
| Individual feminino detalhes  | Sofia Samodurova · Rússia                | Alena Kostornaia · Rússia                     | Rika Kihira · Japão                           |
| Dança no gelo detalhes        | Arina Ushakova · Maxim Nekrasov · Rússia | Sofia Polishchuk · Alexander Vakhnov · Rússia | Alicia Fabbri · Claudio Pietrantonio · Canadá |

## Resultados

### Individual masculino
| Pos.              | Nome                         | Nacionalidade    | Pontos | PC         | PL          |
| ----------------- | ---------------------------- | ---------------- | ------ | ---------- | ----------- |
| Medalha de ouro   | Matteo Rizzo                 | Itália           | 229.18 | 77.24 (2)  | 151.94 (1)  |
| Medalha de prata  | Vladimir Samoilov            | Rússia           | 211.74 | 77.65 (1)  | 134.09 (3)  |
| Medalha de bronze | Tomoki Hiwatashi             | Estados Unidos   | 206.28 | 73.28 (3)  | 133.00 (4)  |
| 4                 | Andrew Torgashev             | Estados Unidos   | 205.56 | 69.03 (4)  | 136.53 (2)  |
| 5                 | Tatsuya Tsuboi               | Japão            | 198.44 | 65.98 (6)  | 132.46 (5)  |
| 6                 | Ivan Pavlov                  | Ucrânia          | 188.95 | 66.71 (5)  | 122.24 (7)  |
| 7                 | Daniel Grassl                | Itália           | 188.04 | 61.92 (8)  | 126.12 (6)  |
| 8                 | Egor Murashov                | Rússia           | 181.35 | 65.54 (7)  | 115.81 (10) |
| 9                 | Adam Siao Him Fa             | França           | 181.02 | 59.96 (9)  | 121.06 (9)  |
| 10                | Lee Si-hyeong                | Coreia do Sul    | 176.16 | 54.17 (11) | 121.99 (8)  |
| 11                | Gabriel Folkesson            | Suécia           | 157.61 | 50.39 (14) | 107.22 (11) |
| 12                | Eric Liu                     | Canadá           | 157.57 | 52.18 (13) | 105.39 (12) |
| 13                | Maxence Collet               | França           | 157.41 | 53.87 (12) | 103.54 (13) |
| 14                | Jan Kurník                   | República Tcheca | 155.30 | 56.30 (10) | 99.00 (16)  |
| 15                | Aleksandr Selevko            | Estônia          | 151.95 | 49.09 (18) | 102.86 (14) |
| 16                | Cha Young-hyun               | Coreia do Sul    | 151.36 | 50.35 (15) | 101.01 (15) |
| 17                | Luc Maierhofer               | Áustria          | 142.91 | 49.80 (16) | 93.11 (18)  |
| 18                | Luke Digby                   | Reino Unido      | 136.26 | 41.84 (21) | 94.42 (17)  |
| 19                | Marco Zandron                | Itália           | 134.67 | 44.23 (19) | 90.44 (20)  |
| 20                | Davide Lewton Brain          | Mônaco           | 131.66 | 49.20 (17) | 82.46 (22)  |
| 21                | Tomas Llorenc Guarino Sabate | Suíça            | 130.70 | 42.87 (20) | 87.83 (21)  |
| 22                | Alexander Zlatkov            | Bulgária         | 129.22 | 37.58 (25) | 91.64 (19)  |
| 23                | Kai Jagoda                   | Alemanha         | 118.73 | 39.88 (23) | 78.85 (23)  |
| 24                | Samuel Mcallister            | Irlanda          | 114.15 | 38.60 (24) | 75.55 (24)  |
| 25                | Brian Lee                    | Nova Zelândia    | 107.94 | 35.87 (26) | 72.07 (25)  |
| 26                | Evan Wrensch                 | África do Sul    | 101.84 | 40.69 (22) | 61.15 (27)  |
| 27                | Mauro Calcagno               | Argentina        | 99.59  | 35.75 (27) | 63.84 (26)  |

### Individual feminino
| Pos.              | Nome                       | Nacionalidade    | Pontos | PC         | PL         |
| ----------------- | -------------------------- | ---------------- | ------ | ---------- | ---------- |
| Medalha de ouro   | Sofia Samodurova           | Rússia           | 192.19 | 66.67 (3)  | 125.52 (1) |
| Medalha de prata  | Alena Kostornaia           | Rússia           | 192.15 | 67.72 (1)  | 124.43 (2) |
| Medalha de bronze | Rika Kihira                | Japão            | 185.81 | 66.72 (2)  | 119.09 (3) |
| 4                 | Nana Araki                 | Japão            | 181.00 | 64.57 (4)  | 116.43 (5) |
| 5                 | You Young                  | Coreia do Sul    | 177.70 | 60.42 (5)  | 117.28 (4) |
| 6                 | Kim Ye-lim                 | Coreia do Sul    | 167.64 | 52.22 (9)  | 115.42 (6) |
| 7                 | Hanna Harrell              | Estados Unidos   | 152.41 | 55.87 (6)  | 96.54 (7)  |
| 8                 | Alison Schumacher          | Canadá           | 148.76 | 52.43 (8)  | 96.33 (8)  |
| 9                 | Anita Östlund              | Suécia           | 142.94 | 48.94 (11) | 94.00 (9)  |
| 10                | Elisabetta Leccardi        | Itália           | 140.24 | 53.32 (7)  | 86.92 (11) |
| 11                | Yi Christy Leung           | Hong Kong        | 138.05 | 48.91 (12) | 89.14 (10) |
| 12                | Sofiia Nesterova           | Ucrânia          | 135.57 | 49.38 (10) | 86.19 (12) |
| 13                | Lara Naki Gutmann          | Itália           | 130.61 | 48.37 (13) | 82.24 (13) |
| 14                | Kristen Spours             | Reino Unido      | 124.36 | 46.89 (14) | 77.47 (15) |
| 15                | Alexandra Feigin           | Bulgária         | 117.28 | 44.54 (15) | 72.74 (19) |
| 16                | Sofia Sula                 | Finlândia        | 116.08 | 36.57 (20) | 79.51 (14) |
| 17                | Annely Vahi                | Estônia          | 115.43 | 40.13 (17) | 75.30 (17) |
| 18                | Oceane Piegad              | França           | 115.42 | 38.51 (19) | 76.91 (16) |
| 19                | Lucrezia Gennaro           | Itália           | 114.87 | 41.83 (16) | 73.04 (18) |
| 20                | Amy Lin                    | Taipé Chinesa    | 109.83 | 39.81 (18) | 70.02 (20) |
| 21                | Caya Scheepens             | Países Baixos    | 104.29 | 35.08 (22) | 69.21 (21) |
| 22                | Sophia Schaller            | Áustria          | 102.55 | 36.34 (21) | 66.21 (22) |
| 23                | Ana Sofia Beschea          | Romênia          | 95.44  | 29.80 (26) | 65.64 (23) |
| 24                | Aneta Janiczková           | República Tcheca | 92.75  | 28.56 (28) | 64.19 (24) |
| 25                | Maruša Udrih               | Eslovênia        | 92.49  | 33.21 (24) | 59.28 (25) |
| 26                | Katarina Kitarović         | Croácia          | 91.52  | 35.05 (23) | 56.47 (26) |
| 27                | Elisa Yedid                | México           | 81.74  | 30.26 (25) | 51.48 (27) |
| 28                | Marion Papka               | África do Sul    | 80.88  | 29.55 (27) | 51.33 (28) |
| 29                | Nicola Korck               | Nova Zelândia    | 77.29  | 27.61 (29) | 49.68 (29) |
| 30                | Elisavet Voulgari          | Grécia           | 64.86  | 23.26 (30) | 41.60 (30) |
| 31                | Nicole Victoria Mottchouk  | Argentina        | 46.35  | 15.39 (31) | 30.96 (31) |
| 32                | Daniella Vanessa Ipsaridou | Chipre           | 40.64  | 14.51 (32) | 26.13 (32) |

### Dança no gelo
| Pos.              | Nome                                               | Nacionalidade    | Pontos | DC         | DL         |
| ----------------- | -------------------------------------------------- | ---------------- | ------ | ---------- | ---------- |
| Medalha de ouro   | Arina Ushakova / Maxim Nekrasov                    | Rússia           | 149.01 | 61.07 (2)  | 87.94 (1)  |
| Medalha de prata  | Sofia Polishchuk / Alexander Vakhnov               | Rússia           | 146.78 | 61.44 (1)  | 85.34 (2)  |
| Medalha de bronze | Alicia Fabbri / Claudio Pietrantonio               | Canadá           | 136.01 | 57.28 (3)  | 78.73 (3)  |
| 4                 | Ellie Fisher / Simon-Pierre Malette-Paque          | Canadá           | 133.38 | 55.09 (4)  | 78.29 (4)  |
| 5                 | Chloe Lewis / Logan Bye                            | Estados Unidos   | 130.48 | 53.72 (5)  | 76.76 (5)  |
| 6                 | Avonley Nguyen / Vadym Kolesnik                    | Estados Unidos   | 125.30 | 52.84 (6)  | 72.46 (6)  |
| 7                 | Chiara Calderone / Pietro Papetti                  | Itália           | 123.83 | 51.74 (7)  | 72.09 (7)  |
| 8                 | Loica Demougeot / Theo Le Mercier                  | França           | 116.72 | 47.11 (9)  | 69.61 (8)  |
| 9                 | Maria Golubtsova / Kirill Belobrov                 | Ucrânia          | 115.18 | 46.23 (10) | 68.95 (9)  |
| 10                | Carolina Portesi Peroni / Michael Chrastecky       | Itália           | 107.07 | 45.20 (11) | 61.87 (11) |
| 11                | Mathilde Viard / Renan Manceau                     | França           | 100.44 | 38.05 (14) | 62.39 (10) |
| 12                | Adelina Zvezdova / Uladzimir Zaitsau               | Bielorrússia     | 97.74  | 41.94 (12) | 55.80 (13) |
| 13                | Yana Bozhilova / Kaloyan Georgiev                  | Bulgária         | 93.79  | 37.72 (15) | 56.07 (12) |
| 14                | Cindy-Lilli Zimmerli / Volodymyr Nakisko           | Suíça            | 87.39  | 36.41 (16) | 50.98 (14) |
| 15                | Karolina Elizabeth Calhoun / Michael Albert Valdez | Brasil           | 84.14  | 38.19 (13) | 45.95 (15) |
| 16                | Malene Nichita-Basquin / Jaime Garcia              | Espanha          | 79.82  | 34.25 (17) | 45.57 (16) |
| 17                | Lucy Burton / Thomas Ingall                        | República Tcheca | 76.72  | 31.69 (18) | 45.03 (17) |
| WD                | Ria Schwendinger / Valentin Wunderlich             | Alemanha         | —      | 49.83 (8)  | — (WD)     |

## Quadro de medalhas
| Ordem | País           | Medalha de ouro | Medalha de prata | Medalha de bronze |   | Ordem por total |
| ----- | -------------- | --------------- | ---------------- | ----------------- | - | --------------- |
| 1     | Rússia         | 2               | 3                |                   | 5 | 1               |
| 2     | Itália         | 1               |                  |                   | 1 | 2               |
| 3     | Canadá         |                 |                  | 1                 | 1 | 2               |
| 3     | Estados Unidos |                 |                  | 1                 | 1 | 2               |
| 3     | Japão          |                 |                  | 1                 | 1 | 2               |
| TOTAL | TOTAL          | 3               | 3                | 3                 | 9 | —               |